# Bertrand du Guesclin
Bertrand du Guesclin (La Motte kastély, cc. 1320 – Châteauneuf-de-Randon, 1380. július 13.) a százéves háború breton származású kiemelkedő francia katonai parancsnoka volt. 1370-ben a francia csapatok marsalljának nevezte ki V. Károly francia király.

## Élete
Bertrand du Guesclin egy kisnemes, Robert du Guesclin, Broons ura fiaként született 1320 környékén. Elsőszülött volt, később több testvére jött még világra. Cuvelier, a trubadúr azt írta róla, hogy a „legcsúnyább gyerek volt Rennes-től Dinanig”. Leírása szerint gyerekként Guesclin alacsony, rövid lábú, széles vállú volt, feje nagy és kerek, bőre pedig sötét, akár egy vaddisznóé. Apja nem szerette, nem készítette fel a lovagságra, anyja nem törődött vele.
Fiatalon apródként vett részt a lovagi tornákon, majd csatlakozott az angolok ellen harcoló bretagne-i francia csapatokhoz. Az 1340-es években egy irreguláris alakulatot vezetett, amely a paimpont-i erdőben tevékenykedett, Rennes közelében. A breton örökösödési háborúban több gyors akciót vezetett az angolok által támogatott IV. János herceghez hű városok és várak ellen.

Bertrand du Guesclin címere

Csillaga gyorsan emelkedett, amiben szerepet játszott az is, hogy sok francia parancsnok esett el a csatákban. 1354. április 10-én egy rajtaütésben Becherel és Montmuran között elfogta Sir Hugh Calveley Cheshire-i lovagot. Az akcióért Arnoul d’Audrehem marsall lovaggá ütötte.
1356 szeptemberében, egy hónappal a franciák számára katasztrofális poitiers-i csata után Franciaországban zűrzavar volt, II. János francia király az angolok foglya volt. Grosmonti Henrik lancasteri gróf 1500 fős sereggel Rennes-hez vonult, és megkezdte a város ostromát.
Bertrand du Guesclin irreguláris csapatával az angolokat zaklatta, megtámadta az utánpótlást, a takarmánygyűjtőket, lerohanta a kisebb előőrsöket. Az angolok kilenc hónap után beérték a város által fizetett váltságdíjjal, és elvonultak. Guesclin a város felszabadításában vállalt szerepéért 200 livre éves járadékot kapott Károly trónörököstől, a leendő V. Károly francia királytól.
Ezután a Pontorson központú francia-breton erők parancsnokává léptette elő a trónörökös. Feladata a portyázó angol csapatok támadásainak elhárítása volt. Bertrand du Guesclin azon kevés francia parancsnok közé tartozott – szervezésben, taktikában, fortélyban –, aki felvette a versenyt angol ellenfeleivel. Amikor csapata és Sir Robert Knolles portyázói Evrannál 1358-ban összecsaptak, az angol katonák foglyul ejtették a francia parancsnokot. Váltságdíj fejében szabadult, de egy év múlva ismét elfogták. Ekkor Fülöp orléans-i hercegtől kellett kölcsönkérnie, hogy kiválthassa magát.
1362-ben egy nagyobb észak-bretagne-i hadműveletben vett részt Blois-i Károly oldalán. 1364. május 14-én nagy győzelmet aratott Cocherelnél II. Károly navarrai király csapatai ellen, amelyeket III. Grailly János, Buch ura vezetett. Az ütközetben Guesclin megölte a híres gascogne-i kapitányt, Bascon de Mareuilt. Ez a győzelem bizonyította a francia udvarnak, hogy Bertrand du Guesclin nemcsak kisebb portyázó alakulatokat, hanem nagyobb seregeket is képes győzelemre vezetni.

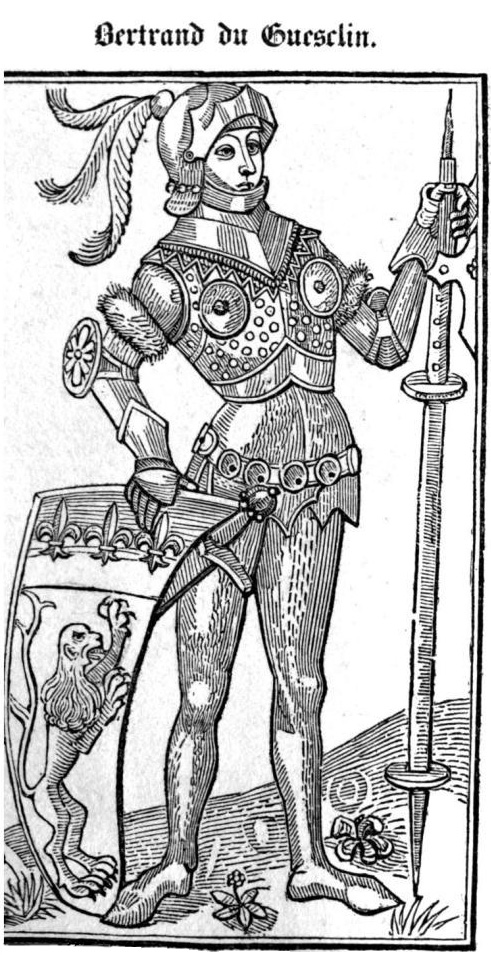
Bertrand du Guesclin korabeli ábrázolása

1364 szeptemberében viszont súlyos vereséget szenvedett Auray-nál, amikor megütközött az angolok által támogatott Montfort-párti sereggel. Guesclin harmadszor is fogságba esett, és csak 40 ezer aranyfrank ellenében engedték szabadon. 1366 és 1369 között a francia udvar megbízásából zsoldoscsapatokat vezetett Henrik, trastámarai herceg támogatására, aki elkergette féltestvérét a kasztíliai trónról. 1367. április 3-án a nájerai csatában ütköztek meg Henrik csapatai I. Péter kasztíliai király és Eduárd walesi herceg seregével. A csatát az utóbbiak nyerték, és a francia parancsnok ismét fogságba esett. 1369-ben segített Henriknek legyőznie féltestvére csapatait a montieli csatában.
1370. október 2-án a király kinevezte a francia sereg főparancsnokának. A poszttal járó nagyobb szabadsággal és forrással élve Guesclin téli hadjáratot indított az északnyugat-franciaországi angol területek ellen. December 4-én fontos csatát nyert Pontvallainnál. A menekülő angolokat az általuk tartott Bressuire-ig üldözte, de a város védői, tartva a franciáktól, bezárták a kapukat saját bajtársaik előtt. A franciák így a városfal előtt gyilkolták le az angolokat.
1372-ben Guesclin tarthatta a keresztvíz alá I. Lajos orléans-i herceget. 1373 áprilisában megakadályozta a Saint-Malo kikötőjében partra szálló angolokat abban, hogy elinduljanak a szárazföld belseje felé. Így kénytelenek voltak Brestbe vitorlázni. A király utasítására a bretagne-i angol erők felmorzsolására készült, de ebben Genti János lancasteri herceg seregének calais-i érkezése megakadályozta. A hatezer angol 900 kilométert megtéve végigmasírozott Franciaországon Bordeaux felé. Guesclin csatát akart vállalni, de a király és a hercegek azt kérték tőle, hogy ne tegye kockára a sereget, inkább kísérje az angolokat. Decemberben az angolok elérték Bordeaux-t, de a csapat létszáma alaposan megfogyatkozott.
1377-ben Guesclin betört Aquitaniába, és Bergerac felé tartott. A várat az angolok harc nélkül feladták. 1377 őszén Guesclin csapatai számos várost, várat foglaltak el, és egészen Bordeaux közelébe jutottak. 1380-ban V. Károly Auvergne-be helyezte át Bertrand du Guesclint. A parancsnok júliusban belázasodott, és 13-án meghalt. Királyi temetést kapottː a korabeli krónika szerint a párizsi Saint-Denis-székesegyházban „négy állig felfegyverzett bajnok négy jól felszerelt, díszes páncélú paripán vonult be a templomba, olyannak ábrázolva a halottat, amilyen élőben volt.” Belső szerveit Puyban, húsát Montferrand-ban, szívét Dinanban, csontjait a Saint-Denis-székesegyházban helyezték végső nyugalomra.
Feljegyezték róla, hogy szeretett fogadalmakat tenni. Megfogadta például, hogy addig nem vetkőzik le, amíg el nem foglalja Montcontourt, illetve nem eszik, amíg ütközetre nem kényszeríti az angolokat.